# أليكس ألفيس (لاعب كرة قدم برازيلي)
أليكس ألفيس (بالبرتغالية: Alexsandro Alves Ferreira‏) هو لاعب كرة قدم برازيلي، ولد في 3 يوليو 1975 في Barbosa Ferraz, Paraná ‏ في البرازيل. لعب مع بوتافوغو ريغاتاس وجمعية بورتوغيزا الرياضية ودنيزلي سبور ونادي باهيا ونادي برازيليا ونادي جوفنتودي ونادي كروزيرو.

## وصلات خارجية
- أليكس ألفيس (لاعب كرة قدم برازيلي) على موقع اتحاد تركيا (لاعب) (الإنجليزية)
- أليكس ألفيس (لاعب كرة قدم برازيلي) على موقع قاعدة بيانات كرة القدم.إي يو (الإنجليزية)